# Janey Tetary
Janey Tetary (Moniar, Patna (Brits-Indië), 1856 – Zorg en Hoop (Suriname), 26 september 1884) was een Hindoestaanse contractarbeider in de Nederlandse kolonie Suriname die in opstand kwam tegen de koloniale onderdrukking en uitbuiting. Zij werd doodgeschoten tijdens de opstand van de contractarbeiders van de plantage Zorg en Hoop op 26 september 1884. 

## Contract en overtocht
Op 11 september 1880 vertrok het Engelse zeilschip Ailsa II uit Garden Reach in Calcutta met bestemming Paramaribo. Aan boord bevonden zich geronselde Brits-Indische contractarbeiders. Onder hen Janey Tetary met haar eenjarige dochtertje Boodhoo Burfatun. Tetary was op jonge leeftijd verstoten door haar echtgenoot en had moeite om rond te komen. In 1880 werd zij geworven als contractarbeider. Het contract werd op 4 september 1880 afgesloten door het aanwervingscentrum van het koloniaal bestuur van Suriname in Calcutta. Het contractnummer was I/491. De ingangsdatum was 26 november 1880 en de looptijd vijf jaar. Uit de immigratiegegevens blijkt dat Tetary moslim was. Ze was 24 jaar oud, 1,465 meter lang, had een bruine huidskleur en een gezwel boven haar rechteroog. Haar sociale karakter bleek toen er tijdens de overtocht een mazelen-epidemie uitbrak aan boord van het schip. Tetary steunde haar angstige mede-migranten, hielp bij het verzorgen van de zieken en dwong bij de kapitein medische voorzieningen af voor alle opvarenden.
Op 26 november 1880 kwam de Ailsa II in Paramaribo aan. Tetary werd geplaatst op de suikerplantage Zorg en Hoop aan de Beneden-Commewijne om veld- of fabrieksarbeid te verrichten.

## De suikerplantage Zorg en Hoop rond 1880

### Positie van de contractarbeiders
Zorg en Hoop was rond 1880 een grote suikerplantage met een oppervlakte van 858 hectare. Afhankelijk van het seizoen werkten er 300 tot 400 arbeiders, voor het merendeel contractarbeiders uit Brits-Indië. De plantage was eigendom van A.Pearson & Co in Glasgow. De directeuren (administrateurs) van de plantage waren G. Duyckinck en R.D. Currie. Opzichter (blankofficier) Arthur Robert Knott was belast met de dagelijkse leiding.
In het contract dat met de immigranten was afgesloten werd ook de hoogte van het dagloon genoemd. Zestig cent voor volwassen gezonde mannelijke arbeiders en 40 cent voor vrouwen en zwakke mannen. In het Gouvernementstarief voor werktaken (GB 1861 no.1) werd het loon gekoppeld aan werktaken. Het dagloon werd daarmee omgezet in stukloon. Voor zware taken werd een hoger stukloon uitgekeerd. 
In de praktijk verdienden de contractarbeiders minder dan voorgespiegeld in hun contract en ook minder dan het gouvernementstarief. De directeur van een plantage kon manipuleren met de verrichte werktaken. De directeuren waren verplicht om elke maand een uittreksel van hun werkregisters naar de districtscommissaris te zenden. In het uittreksel werd het aantal taken per contractant vermeld en het totaal aan uitgekeerd loon per contractant, maar het soort taken werd niet gespecificeerd. De contractarbeiders protesteerden regelmatig tegen de zware werklast en de lage vergoedingen.
Contractanten konden worden bestraft met een loonkorting als zij een werktaak niet goed of niet volledig hadden uitgevoerd. Ook werden gevangenisstraffen uitgedeeld (Stafverordening 1874) bij wangedrag, waaronder ook ‘luiheid en onwil om te werken’ viel. Het aantal veroordeelde Hindoestaanse contractarbeiders in het district Zorg en Hoop was in de jaren 1880-1883 goed voor 64% van het totaal aantal gevangenen in alle districten.
De fysieke conditie van de migranten ging na verloop van tijd achteruit door slechte voeding en ongezonde huisvesting. Zij waren daardoor bevattelijk voor ziekten. De migranten waren gehuisvest in de koelielines, op een lager gelegen gedeelte van de plantage, vlak bij de rivier. De huizen waren vochtig en de contractarbeiders hadden veel last van ongedierte en muskieten. Het sterftecijfer op de plantage lag op 4,43% terwijl het landelijk gemiddelde 3,63% was.

### Activiteiten van Janey Tetary
Tijdens haar verblijf op Zorg en Hoop zette Janey Tetary zich in voor verbetering van de omstandigheden waaronder de migranten moesten werken en wonen. Zij nam vrouwen in bescherming tegen sardars (koelievoormannen) die vrouwen grof behandelden of zware arbeid lieten verrichten. Ook sprak zij Hindoestaanse mannen aan die hun vrouw onheus behandelden en spoorde hen aan om hun vrouwen in de huishoudelijke taken bij te staan. Zij had in het bijzonder aandacht voor de positie van zwangere vrouwen die naast hun werktaak op de plantage ook de zorg droegen voor het huishouden en de kinderen.
In 1882 overlijdt op de plantage de jonge hindoevrouw Radhia. Tetary nam de zorgen voor haar haar zes weken oude dochtertje Soomaria op zich en adopteerde het weeskindje.

## De opstand van 1884

### Directe aanleiding
Op 23 september 1884 was R.D. Currie aanwezig op het veld waar suikerriet werd gekapt. Enkele arbeiders klaagden over de te zware werktaak. Currie ontkende de klachten en voerde aan dat de hoeveelheid die moest worden gekapt drie vierde deel van het gouvernementstarief was. Hij vertelde de arbeiders dat de taak niet zou worden verlaagd en dat de volgende dag dezelfde hoeveelheid moest worden gekapt.
Op 24 september voerde opzichter Knott een controle uit waarbij hij constateerde dat de werktaak niet volledig was uitgevoerd en hij sommeerde de arbeiders om harder te werken. De arbeiders vielen daarop de opzichter aan met stokken. Hij probeerde te vluchten maar viel in een trens waarbij vier contractarbeiders doorgingen met slaan. Knott verloor zijn bewustzijn, werd uit het water gehaald en naast de trens gelegd. Een sardar alarmeerde directeur Currie die Knott liet wegdragen naar zijn woning. 
De contractarbeiders waren in een opgewonden stemming vertrokken naar hun woningen in de koelielines. Currie vreesde dat de onrust uit de hand zou lopen en vroeg gewapende bijstand aan bij districtscommissaris I. Fernandes van het district Beneden Cottica. Die reageerde onmiddellijk. Om zeven uur ’s avonds kwam hij bij de plantage aan, vergezeld van de districtsgeneesheer, een tolk, een brigadier en vijf marechaussees. De districtsgeneesheer constateerde dat Knott kneuzingen aan zijn schouders had en striemen op zijn rug en linkerbil. Volgens de arts was Knott hierdoor arbeidsongeschikt voor een periode tussen de drie en de twintig dagen.
Op 25 september wilde Fernandes beginnen met de verhoren van de vier verdachten. Die weigerden om de koelielines te verlaten. Het bevel werd nog viermaal herhaald maar de verdachten weigerden steeds om voor de districtscommissaris te verschijnen. Challoo Ramjanee, een van de verdachten, ontpopte zich als woordvoerder van de groep. Hij eiste van Fernandes een beoordeling van de werktaken. Fernandes antwoordde dat hij eerst de mishandeling van Knott wilde onderzoeken en gaf de actievoerders nog 24 uur de tijd om zich hiervoor te verantwoorden. Hij verliet daarna de plantage om de gouverneur in Paramaribo op de hoogte te stellen. Gouverneur Van Heerdt tot Eversberg gaf na het beraad opdracht om een detachement van vijftig infanteristen naar Plantage Zorg en Hoop te sturen om de daar achterbleven marechaussees bij te staan. In de nacht van donderdag op vrijdag vertrok de stoombarkas Creool uit Paramaribo met aan boord 1ste luitenant W.H. van Pesch, twee sergeanten, vier korporaals, een hoornblazer, een tamboer en 50 met geweren bewapende militairen.

### Het verloop van de strijd
De koelielines lagen dicht bij de rivier, op een geïsoleerd stuk grond omringd door afwateringssloten. De militairen omsingelden de koelielines, de opstandige contractarbeiders stelden zich voor hun woningen op, gewapend met stokken en houwers. De districtscommissaris eiste dat de vier verdachten zich zouden laten arresteren. Die weigerden om daaraan gehoor te geven. Na herhaalde waarschuwingen gaf luitenant Van Pesch opdracht om de opstandelingen van drie kanten aan te vallen en naar de rivier te drijven. De militairen probeerden via een smalle balk de trens over te steken maar werden door de contractarbeiders teruggedreven. Daarop kregen de militairen het bevel om te schieten. Ze konden de linie van de opstandige arbeiders doorbreken en liquideerden enkele migranten die zich bleven verzetten. De strijd eindigde toen de militairen opdracht kregen om met bajonetten in de aanslag op de migranten in te lopen en de strijders uit elkaar waaierden en een goed heenkomen zochten.
Aan de opstand hebben 163 mannen en vrouwen deelgenomen. Zeven contractarbeiders, waaronder Janey Tetary, werden gedood. Dertig contractarbeiders werden gearresteerd. Daaronder bevonden zich ook de vier verdachten van de mishandeling van opzichter Knott. Een gewonde werd naar 's Lands Hospitaal in Paramaribo overgebracht. De lijken van de zeven doodgeschoten migranten werden door de militairen begraven. De andere migranten kregen geen toestemming om de begrafenis bij te wonen. De districtscommissaris schreef op 27 september aan de gouverneur: Ik kan Uwe Excellentie de geruststellend mededeling doen, dat op plantage Zorg en Hoop […] rust en orde op voorbeeldige wijze zijn hersteld.

### De rol van Janey Tetary
Challoo Ramjanee had aan het begin van de opstand aan Tetary gevraagd of zij de vrouwen wilde mobiliseren om de rechterflank van de koelielines te verdedigen. Tetary droeg de vrouwen op om alles wat zij konden vinden als wapen te gebruiken: met water gevulde flessen en stopen (kruiken van aardewerk), kluiten droge aarde, stenen. De vrouwen verweerden zich hevig toen de militairen de rechterzijde van de koelielines aanvielen. Tetary probeerde om de militairen heen te trekken om hen in de rug aan te vallen. Dat mislukte en terwijl Tetary zich verdedigde tegen een groepje militairen werd zij van achter door een sluipschutter doodgeschoten. Het schot trof haar in het ellebooggewricht en in haar hoofd. Ze is samen met de zes andere doden begraven. De lijkschouwing vermeldt overlijden door hersenverwonding.

### Dieperliggende oorzaken volgens de autoriteiten
De gouverneur van Suriname noemde het agressieve karakter van de Hindoestaanse contractarbeiders als dieperliggende oorzaak van de opstand. Zij waren volgens de gouverneur 'weerbarstig van aard' en alleen met geweld en hardhandig optreden in het gareel te houden. Volgens de waarnemend agent-generaal voor de Immigratie George Henry Barnet Lyon, hadden enkele 'belhamels' de migranten opgehitst en was de inbreuk op de plantagediscipline terecht met geweld beantwoord.

## Het standbeeld voor Janey Tetary

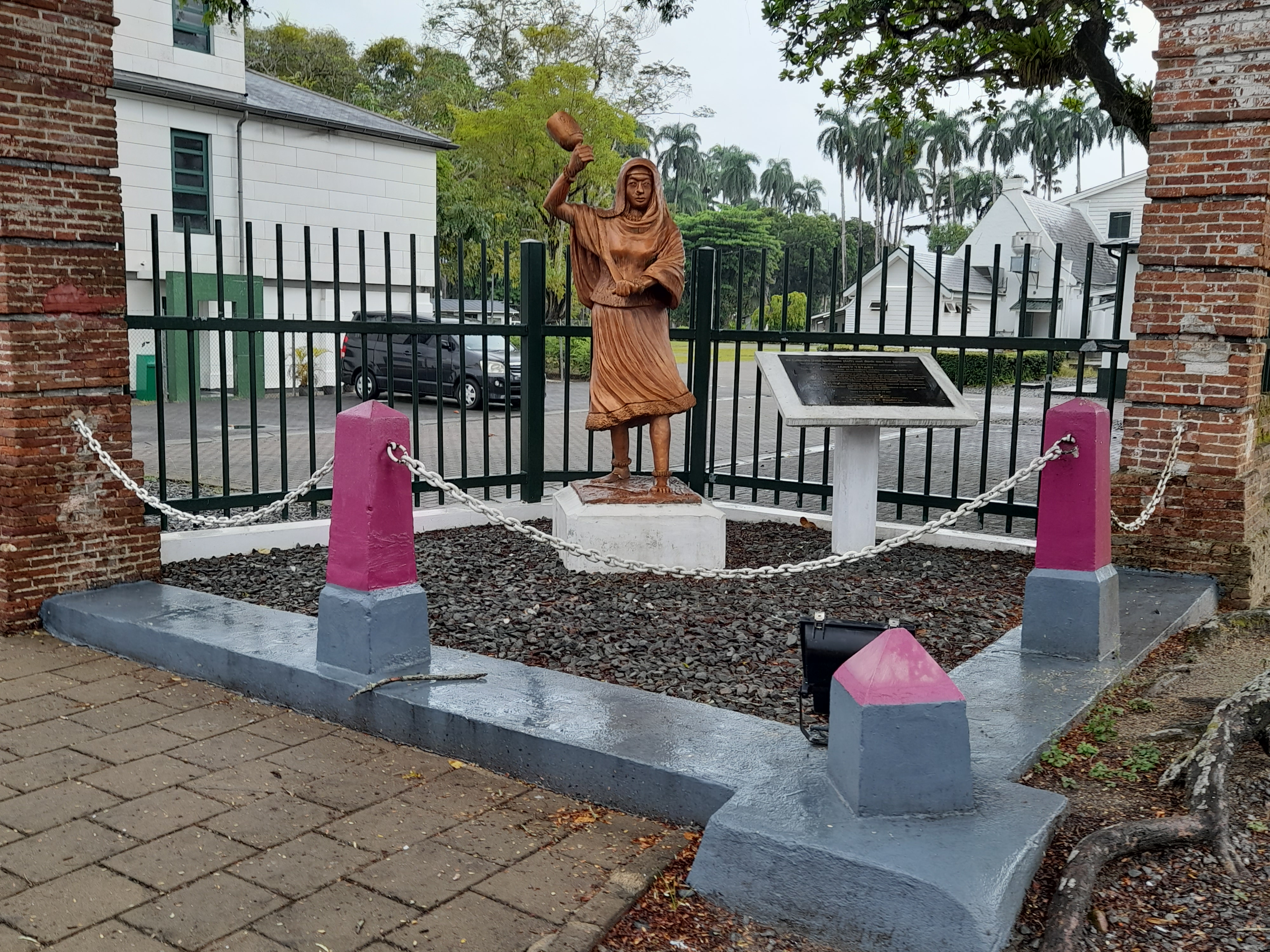

Op zondag 24 september 2017 is in Paramaribo een beeld van Janey Tetary onthuld. Het staat tegenover het voormalige gebouw van het Immigratiedepartement, op de hoek van de Grote Combéweg en de Henck Arronstraat. Het beeld is gemaakt door de kunstenaar George Ramjiawansingh. Het toont Tetary op het moment van de strijd op de plantage. In haar opgeheven hand heeft ze de hals van een fles of kruik vast, klaar om te gooien.
Op de plek van het beeld van Janey Tetary stond het borstbeeld van Barnet Lyon. Dat beeld is op zaterdag 16 september 2017 verwijderd en staat nu in de tuin van het depot van het Surinaams Museum. De vervanging van het borstbeeld van een koloniale bestuurder door het beeld van een doodgeschoten opstandige contractarbeider is tot stand gekomen door de inspanningen van de Culturele Unie Suriname.